# Gunung Papandayan
Gunung Papandayan är ett berg i Indonesien. Det ligger i den västra delen av landet, 160 km sydost om huvudstaden Jakarta. Toppen på Gunung Papandayan är 2 665 meter över havet.
Terrängen runt Gunung Papandayan är kuperad västerut, men österut är den bergig.Runt Gunung Papandayan är det tätbefolkat, med 790 invånare per kvadratkilometer. I omgivningarna runt Gunung Papandayan växer i huvudsak städsegrön lövskog.